# Fântâna Mare
Fântâna Mare est une commune du județ de Suceava en Roumanie.